# باولا هايمان
باولا هايمان (بالإنجليزية: Paula Hyman)‏ هي كاتِبة أمريكية، ولدت في 30 سبتمبر 1946 في بوسطن في الولايات المتحدة، وتوفيت في 15 ديسمبر 2011 في نيو هيفن في الولايات المتحدة.